# Mike Powell
Pour les articles homonymes, voir Powell.
Michael Anthony Powell dit Mike Powell (né le 10 novembre 1963 à Philadelphie) est un athlète américain spécialiste du saut en longueur. Il est l'actuel détenteur du record du monde de la discipline avec 8,95 m, performance établie le 30 août 1991 en finale des Championnats du monde de Tokyo, améliorant de cinq centimètres l'ancienne meilleure marque mondiale de son compatriote Bob Beamon réalisée lors des Jeux olympiques de 1968.

## Biographie
Né à Philadelphie, Mike Powell poursuit des études de sociologie à l'Université de Californie de Irvine. Membre de l'équipe de basket-ball, il intègre la section athlétisme après avoir été remarqué pour ses qualités de vitesse. Détenteur d'un record personnel à 8,06 m en 1983, il rejoint l'Université de Californie de Los Angeles (UCLA) qui lui offre une bourse d'études. En 1984, il termine sixième des sélections américaines qualificatives pour les Jeux olympiques de Los Angeles.
Il se révèle durant l'année 1987 en franchissant 8,27 m et en remportant les Universiades d'été de Zagreb avec 8,19 m. L'année suivante, il se classe deuxième des Jeux olympiques de Séoul avec 8,49 m, derrière son compatriote Carl Lewis. Entraîné par Randy Huntington à l'Université de Los Angeles, il porte son record personnel à 8,66 m en 1990. Battu d'un centimètre par Lewis lors des Championnats des États-Unis 1991, Mike Powell réalise des performances remarquables lors de sa tournée européenne, signant successivement 8,61 m, 8,45 m, 8,44 m, 8,43 m, 8,40 m et 8,73 m (vent supérieur à 2 m/s).
Le grand exploit de Mike Powell est sa victoire en finale des championnats du monde à Tokyo en 1991, battant Carl Lewis invaincu depuis dix ans, en même temps qu'il battait le mythique record de Bob Beamon, vieux de 23 ans, avec 8,95 m au 5e essai (et un vent favorable de 0,3 m/s). L'exploit est d'autant plus extraordinaire que Carl Lewis réalise ce jour-là le meilleur concours de sa carrière. La moyenne de ses 5 sauts est de 8,83 m. Le meilleur de ses sauts, à 8,91 m au 3e essai, étant réalisé avec un vent supérieur à 2 m/s, ne peut être homologué comme nouveau record. Le nouveau record personnel de Lewis est 8,87 m aussi au 5e essai.
Mike Powell réalise aussi, l'année suivante, 8,99 m en altitude à Sestrières, mais avec un vent trop favorable (>2 m/s).
Il est néanmoins battu aux JO de Barcelone par Carl Lewis mais il confirme son titre de champion du monde l'année suivante.
Après son échec aux JO d'Atlanta, il annonce son retrait de la compétition. Il la reprend finalement en 2001 avant de se retirer définitivement après les JO d'Athènes.
Le 17 novembre 2016, son record du monde, vieux de 25 ans 2 mois et 17 jours, bat celui de Jesse Owens en longévité.

## Palmarès

### International
| Date | Compétition           | Lieu      | Résultat | Marque |
| ---- | --------------------- | --------- | -------- | ------ |
| 1987 | Universiade           | Zagreb    | 1er      | 8,19 m |
| 1988 | Jeux olympiques       | Séoul     | 2e       | 8,49 m |
| 1991 | Championnats du monde | Tokyo     | 1er      | 8,95 m |
| 1992 | Jeux olympiques       | Barcelone | 2e       | 8,64 m |
| 1993 | Championnats du monde | Stuttgart | 1er      | 8,59 m |
| 1993 | Finale du Grand Prix  | Londres   | 1er      | 8,54 m |
| 1995 | Championnats du monde | Göteborg  | 3e       | 8,29 m |
| 1996 | Jeux olympiques       | Atlanta   | 5e       | 8,17 m |

### National
- Six fois vainqueur des Championnats des États-Unis en plein air en 1990, 1992, 1993, 1994, 1995, 1996.

## Records

### Records personnels
| Épreuve                     | Performance | Lieu     | Date           |
| --------------------------- | ----------- | -------- | -------------- |
| Saut en longueur            | 8,95 m      | Tokyo    | 30 août 1991   |
| Saut en longueur (en salle) | 8,44 m      | Budapest | 5 février 1993 |

### Meilleures performances de l'année
| Année | Marque | Vent (m/s) | Date              | Lieu              | Rang |
| ----- | ------ | ---------- | ----------------- | ----------------- | ---- |
| 1987  | 8,27 m | +1,8       | 29 août 1987      | Kōriyama          | 8    |
| 1988  | 8,49 m | +1,8       | 26 septembre 1988 | Séoul             | 3    |
| 1989  | 8,49 m | +0,6       | 25 août 1989      | Bruxelles         | 3    |
| 1990  | 8,66 m | +0,9       | 29 juin 1990      | Villeneuve-d'Ascq | 1    |
| 1991  | 8,95 m | +0,3       | 30 août 1991      | Tokyo             | 1    |
| 1992  | 8,64 m | -0,5       | 6 août 1992       | Barcelone         | 2    |
| 1993  | 8,70 m | +0,7       | 27 juillet 1993   | Salamanque        | 1    |
| 1994  | 8,58 m | +0,2       | 19 août 1994      | Bruxelles         | 4    |
| 1995  | 8,52 m | -0,6       | 3 juillet 1995    | Paris             | 3    |
| 1996  | 8,39 m | +0,5       | 19 juin 1996      | Atlanta           | 7    |
| 2001  | 8,05 m | +1,9       | 12 mai 2001       | Modesto           | -    |